# Lotus T125
El Lotus T125, también conocido como Lotus Exos o Lotus T125 Exos es un auto deportivo monoplaza creado y manufacturado por Lotus en 2010. Estaba previsto que hicieran 25 unidades de este auto, pero solo 5 se concretaron. Este auto hizo una aparición en el show inglés de automovilismo Top Gear en 2011, conducido por Jeremy Clarkson. 
El T125 también se conoce como Exos haciendo referencia a la exósfera.
El Proyecto fue un fracaso, con solo un par de autos producidos y entregados. El proyecto fue vendido a una compañía basada en Nueva Zelanda llamada Rodin Cars. Rodin Cars tomó el T125 y lo mejoró, añadiendo componentes como nuevos escapes de titanio, volante de titanio y asientos compuestos. Se renombró a Rodin FZED y tiene un valor de US$650.000

## Especificaciones
- Motor: Cosworth GP 8 cilindros en V de 3.8 litros
- Transmisión: Ricardo Secuencial de 6 velocidades
- Potencia: 649 caballos de fuerza
- Torque: 332 libras pie de torque a 7600 rpm
- Peso: 650kg
- Relación peso-potencia: 999hp/tonelada[2]
- Velocidad máxima: 320km/h
- Aceleración: 2.6s 0-100
- Precio: US$650.000[3]

## Aparición en Videojuegos
El Lotus T125 ha hecho apariciones en videojuegos como Assetto Corsa, para PC y en Assoluto Racing, para dispositivos móviles.